# Huțul (cal)

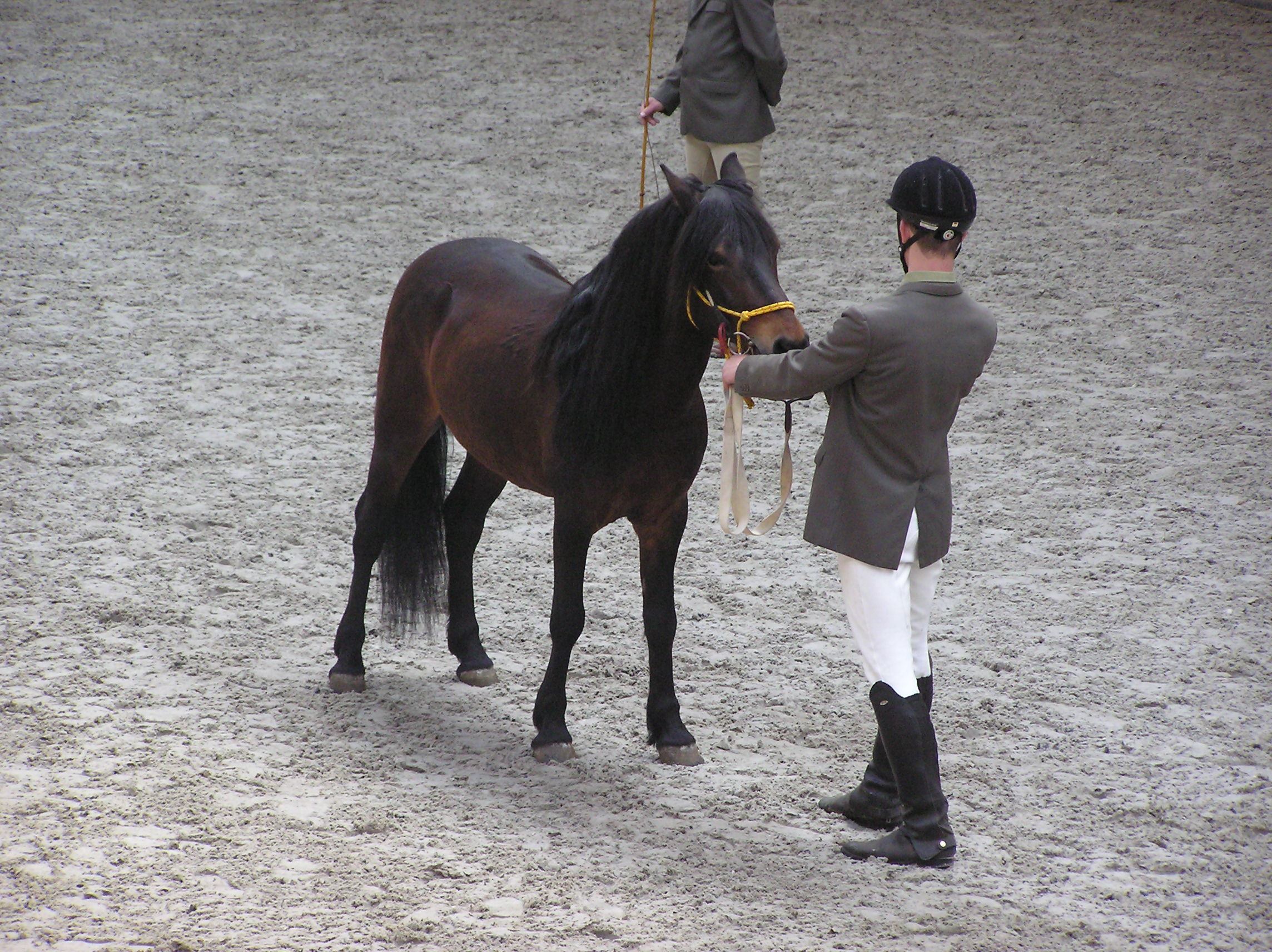

Huțul (sau huțan, în ucraineană Гуцулик ori Гуцул, în poloneză Hucuł, în maghiară hucul ló, în slovacă Huculský kôň) este o rasă de cal de talie mică din Munții Carpați, crescut în prezent în România, Ucraina, Polonia, Ungaria, Cehia, Slovacia.
În România, acesta se găsește în Bucovina, în Herghelia Lucina și în Herghelia Rădăuți din județul Suceava.
Prima herghelie de pe teritoriul actual al României în care caii au fost selecționați și supuși unui proces de conservare a rasei este cea de la Rădăuți, înființată în anul 1856. Ofițerului austro-ungar Vladimir Logothetti i se datorează ameliorarea rasei huțule la Rădăuți.
În anul 1970 s-a înființat Huțul Club, urmat de Federația Internațională a Huțulului, creată în 1994, organisme menite conservării și protejării acestei rase cabaline. În anul 1982 a fost creat un registru genealogic al acestei rase.
Huțulul este folosit în prezent și de Armata Română, în cadrul unităților de vânători de munte.